# Stazione di Salussola
Stazione di Salussola vasútállomás Olaszországban, Salussola településen.

## Vasútvonalak
Az állomást az alábbi vasútvonalak érintik:
- Santhià-Biella-vasútvonal

## Kapcsolódó állomások
A vasútállomáshoz az alábbi állomások vannak a legközelebb:
- Stazione di Brianco
- Stazione di Vergnasco